# Incêndios florestais no Havaí em 2023
Em 8 de agosto de 2023, uma série de incêndios florestais iniciou no estado estadunidense do Havaí, predominantemente na ilha de Maui. Os incêndios alastrados pelo vento provocaram evacuações, causaram danos generalizados e mataram pelo menos 114 pessoas na cidade de Lahaina; pelo menos mais de 1 300 pessoas continuam desaparecidas entre destroços na cidade destruídas pelas chamas. A proliferação dos incêndios florestais foi atribuída a condições secas e tempestuosas criadas por uma forte área de alta pressão, ao norte do Havaí, e pelo furacão Dora ao sul do Havaí, e possivelmente por causa da erupção do vulcão Hunga Tonga-Hunga Ha'apai, que liberou milhões de toneladas de vapor d'água na estratosfera da Terra, aumentando em 10% a quantidade de água presente ali apenas alguns dias; porque o vulcão submarino; e as consequências sobre isso afetou mais de 1 anos depois, afetando o Hemisfério Norte do planeta, também afetando partes da Europa, América do Norte, etc.
Uma declaração de emergência foi assinada em 8 de agosto de 2023, autorizando várias ações, incluindo a ativação da Guarda Nacional do Havaí, ações apropriadas do diretor da Agência de Gerenciamento de Emergências do Havaí e do Administrador de Gerenciamento de Emergências e o gasto de fundos de receita geral do estado para alívio de condições criadas pelos incêndios. Em 9 de agosto, o governo do estado do Havaí declarou estado de emergência em todo o estado. Em 10 de agosto, o presidente dos Estados Unidos, Joe Biden, emitiu uma declaração federal de grande desastre.
Em 12 de agosto, o número de mortos no incêndio de Lahaina é o maior nos Estados Unidos desde o incêndio de Cloquet em 1918. Somente para o incêndio de Lahaina, o Centro de Desastres do Pacífico (PDC) e a Agência Federal de Gestão de Emergências (FEMA) estimou que mais de 2 200 edifícios foram destruídos, a maioria deles de natureza residencial, inclusive muitos marcos históricos em Lahaina. Os danos causados pelo incêndio foram estimados em quase 6 bilhões de dólares.

## Ligação externa
Media relacionados com Incêndios florestais no Havaí em 2023 no Wikimedia Commons